# RNF7
RNF7 (англ. Ring finger protein 7) – білок, який кодується однойменним геном, розташованим у людей на короткому плечі 3-ї хромосоми.  Довжина поліпептидного ланцюга білка становить 113 амінокислот, а молекулярна маса — 12 683.
| 10         |  | 20         |  | 30         |  | 40         |  | 50         |
| ---------- |  | ---------- |  | ---------- |  | ---------- |  | ---------- |
| MADVEDGEET |  | CALASHSGSS |  | GSKSGGDKMF |  | SLKKWNAVAM |  | WSWDVECDTC |
| AICRVQVMDA |  | CLRCQAENKQ |  | EDCVVVWGEC |  | NHSFHNCCMS |  | LWVKQNNRCP |
| LCQQDWVVQR |  | IGK        |  |            |  |            |  |            |

A: Аланін

C: Цистеїн

D: Аспарагінова кислота

E: Глутамінова кислота

F: Фенілаланін

G: Гліцин

H: Гістидин

I: Ізолейцин

K: Лізин

L: Лейцин

M: Метіонін

N: Аспарагін

P: Пролін

Q: Глутамін

R: Аргінін

S: Серин

T: Треонін

V: Валін

Кодований геном білок за функцією належить до фосфопротеїнів. 
Задіяний у таких біологічних процесах як убіквітинування білків, ацетиляція, альтернативний сплайсинг. 
Білок має сайт для зв'язування з іонами металів, іоном цинку. 
Локалізований у цитоплазмі, ядрі.